# Futsal-Regionalliga Nord 2017/18
Die Futsal-Regionalliga Nord 2017/18 war die erste Saison der Futsal-Regionalliga Nord, der höchsten Futsalspielklasse in Norddeutschland. Meister wurden die HSV-Panthers vor dem Hamburger Futsal-Club. Beide Mannschaften qualifizierten sich für die Deutsche Futsal-Meisterschaft 2018.

## Tabelle
| Pl.               | Verein                 | Sp. | S  | U | N  | Tore    | Diff. | Punkte |
| ----------------- | ---------------------- | --- | -- | - | -- | ------- | ----- | ------ |
| 1.                | HSV-Panthers           | 14  | 13 | 1 | 0  | 103:300 | +73   | 40     |
| 2.                | Hamburger Futsal-Club  | 14  | 10 | 2 | 2  | 096:590 | +37   | 32     |
| 3.                | FC Fortis Hamburg      | 14  | 8  | 1 | 5  | 094:860 | +8    | 25     |
| 4.                | Eintracht Braunschweig | 14  | 7  | 1 | 6  | 071:690 | +2    | 22     |
| 5.                | PTSK Kiel              | 14  | 5  | 0 | 9  | 065:630 | +2    | 15     |
| 6.                | Sparta Futsal HSC      | 14  | 4  | 1 | 9  | 055:720 | −17   | 13     |
| 7.                | OSC Bremerhaven        | 14  | 3  | 0 | 11 | 073:122 | −49   | 09     |
| 8.                | Werder Bremen          | 14  | 3  | 0 | 11 | 057:113 | −56   | 09     |
| Stand: Saisonende |                        |     |    |   |    |         |       |        |

| Zum Saisonende 2017/18: |
| Meister und Teilnahme an der Deutschen Futsal-Meisterschaft 2018: HSV-Panthers Teilnahme an der Deutschen Futsal-Meisterschaft: Hamburger Futsal-Club |